# Simone Grippo
Simone Damiano Grippo (Ettingen, Suiza, 12 de diciembre de 1988) es un futbolista suizo de ascendencia italiana. Juega como defensa y su equipo es el F. C. Lausana-Sport de la Superliga de Suiza.

## Trayectoria
En verano de 2017 fichó por el Real Zaragoza, equipo con el que llegó a ser uno de los capitanes del equipo. Tras perder la titularidad en el equipo maño, el 31 de enero de 2020 fichó por el Real Oviedo.
Al final de la 20-21 pidió ser liberado para poder fichar por el Lausana y volver a su país.

## Clubes
| Club                  | País          | Año       |
| --------------------- | ------------- | --------- |
| F. C. Basilea         | Suiza         | 2006-2007 |
| F. C. Concordia Basel | Suiza         | 2007-2008 |
| A. C. Bellinzona      | Suiza         | 2008      |
| A. C. ChievoVerona    | Italia        | 2008-2009 |
| Piacenza Calcio 1919  | Italia        | 2009      |
| A. C. Lumezzane       | Italia        | 2009-2010 |
| Frosinone Calcio      | Italia        | 2010-2011 |
| A. C. ChievoVerona    | Italia        | 2011      |
| F. C. Lugano          | Suiza         | 2012      |
| Servette F. C.        | Suiza         | 2012      |
| F. C. Vaduz           | Liechtenstein | 2013-2017 |
| Real Zaragoza         | España        | 2017-2020 |
| Real Oviedo           | España        | 2020-2021 |
| F. C. Lausana-Sport   | Suiza         | 2021-     |